# 勝夫
勝夫（ Katsuwo）是一位日本漫畫家。

## 作品
- 《一個人的○○小日子》（KADOKAWA《Comic電擊大王G》創刊號／2013年9月27日－2021年4月27日）

- 《三顆星彩色冒險》（KADOKAWA《月刊Comic電擊大王》2015年4月27日－2020年8月27日）

## 外部連結
- 勝夫的pixiv
- 勝夫的X（前Twitter）
- 勝夫的Niconico漫畫帳號